# Cattleya pygmaea
Cattleya pygmaea é uma espécie de planta do gênero Cattleya e da família Orchidaceae.  Cattleya pygmaea pertence a Cattleya série Sophronitis. Este táxon foi inicialmente descrito por Pabst como uma subespécie de Cattleya coccinea e posteriormente trasnferido por Fowlie para Cattleya mantiqueirae, e finalmente elevado ao nível específico por Withner. Vegetativametne é uma das menores espécies da série, que produz um número grande de pseudobulbos pequenos e que floresce em várias frentes. Floresce na natureza em final de janeiro até meados de fevereiro. 

## Taxonomia
A espécie foi descrita em 2008 por Cássio van den Berg. 
Os seguintes sinônimos já foram catalogados:  
- Sophronitis coccinea pygmaea  Pabst
- Hadrolaelia pygmaea  (Pabst) Chiron & V.P.Castro
- Sophronitis pygmaea  (Pabst) Withner

## Forma de vida
É uma espécie epífita e herbácea. 

## Descrição
Esta espécie foi originalmente descrita uma subespécie de C. coccinea, mas na prática é uma forma menor do que hoje é reconhecido como C. mantiqueirae. A morfologia floral é idêntica e a época de floraçao também, ficando por conta do tamnho reduzido da planta e pseudobulbos minusculos e globulares a diferença. Provavalmente não deva ser mantida em nível específico.  
| Caule                                                | Caule                                                                       |
| ---------------------------------------------------- | --------------------------------------------------------------------------- |
| planta                                               | cespitosa                                                                   |
| número de entrenó do rizoma                          | desconhecido                                                                |
| Folha                                                |                                                                             |
| número                                               | 1                                                                           |
| forma                                                | elíptico lanceolada                                                         |
| Inflorescência                                       |                                                                             |
| inflorescência em pseudobulbo diferenciado sem folha | não                                                                         |
| bráctea espataceo                                    | ausente                                                                     |
| número de flor                                       | 1                                                                           |
| Flor                                                 |                                                                             |
| cor da pétala e sépala                               | laranja avermelhado/vermelha                                                |
| forma do labelo                                      | levemente trilobado                                                         |
| cor do lobo mediano do labelo                        | vermelho/laranja avermelhado/com a metade basal amarela com estria vermelha |
| cor do lobo lateral do labelo                        | vermelho                                                                    |

## Conservação
A espécie faz parte da Lista Vermelha das espécies ameaçadas do estado do Espírito Santo, no sudeste do Brasil. A lista foi publicada em 13 de junho de 2005 por intermédio do decreto estadual nº 1.499-R. 

## Distribuição
A espécie é encontrada no estado brasileiro de Espírito Santo.